# Baltika-Stadion
Het Baltika-Stadion (Russisch: Стадион Балтика), is een voetbalstadion met atletiekpiste in Kaliningrad, de hoofdstad van de Russische Oblast Kaliningrad. 

## Geschiedenis
In 1892 werd het stadion geopend in Mittelhufen, een stadsdeel van de toenmalig Oost-Pruisische hoofdstad Koningsbergen. De eerste naam van het stadion was Walter-Simon-Platz, vernoemd naar de bankier Walter Simon, die de grond aan de stad geschonken had. Voetbalclub Königsberger TSV speelde op het veld. 
In 1933 werd het stadion omgedoopt in Erich-Koch-Platz naar Gauleiter Erich Koch omdat Walter Simon van joodse afkomst was. Na de Tweede Wereldoorlog werd Koningsbergen een Russische stad en werd de naam veranderd in Kaliningrad. In de jaren vijftig werd de voetbalclub Baltika Kaliningrad opgericht die in het stadion ging spelen. 
Er is een overdekte hoofdtribune en daar tegenover een niet-overdekte tribune. De zuilen van de toegangspoort zijn afkomstig van de afgebroken Nieuwe Altstadtkerk. Met de komst van het WK 2018 en de keuze op Kaliningrad als speelstad, werd er een nieuw stadion gebouwd in de stad, het Stadion Kaliningrad. Na de opening in 2018 ging Baltika in dat stadion spelen. 